# Малас, Мохамад
Мохамад Малас (араб. محمد ملص‎; род. 1945) ― сирийский кинорежиссёр.  
Автор ряда документальных и художественных фильмов, некоторые из которых получили международное признание. Является одним из наиболее заметных представителей авторского кинематографа в Сирии.

## Биография
Мохамад Малас родился в Кунейтре на Голанских высотах. С 1965 по 1968 год работал школьным учителем, а затем уехал в Москву чтобы начать изучать кинематограф в Институте кинематографии им. Герасимова (ВГИК). За время учёбы во ВГИКе снял несколько короткометражных фильмов. После окончания института возвратился в Сирию, где устроился на работу на телевидение. Там он снял несколько короткометражных фильмов, в том числе «Кунейтра 74» в 1974 году и «Аль-Жакира» («Память») в 1977 году. Вместе с Омаром Амиралай он стал соучредителем Дамасского киноклуба.
В 1980–81 годах Малас снял документальный фильм «Аль-Манам» («Сон») о палестинцах, живущих в лагерях беженцев в Ливане во время гражданской войны в стране. Фильм представляет собой серию интервью с беженцами, в которых он спрашивал об их мечтах. Съемки происходили в лагерях беженцев в Сабре, Шатиле, Бурдж-эль-Бараджне, Айн-эль- Хильве и Рашидие. Во время съемок Малас сам жил в лагерях и провёл интервью с более чем 400 человек. Однако в 1982 последовала резня в Сабре и Шатиле, в результате которой погибли несколько человек, с которыми он беседовал, что сильно потрясло его и он решил прекратить работу над проектом, хотя и всё-таки вернулся к нему через пять лет и фильм наконец был выпущен в 1987 году. Аль-Манам получил первый приз на Каннском международном аудиовизуальном фестивале (FIPA) 1987 года, хотя и не стал известен широкой публике.
Малас снял свой первый полнометражный фильм « Ахлам аль-Мадина» («Сны города») в 1983 году. Автобиографический фильм о вступление в совершеннолетие был им снят в соавторстве с Самиром Зикрой и получил первый приз на кинофестивалях в Валенсии и Карфагене. В 1990 году Малас снял « Нур ва Зилал» («Чиароскуро»), документальный фильм о Назихе Шахбандаре, которого он назвал «первым сирийским кинорежиссёром». Фильм был запрещен сирийскими властями. Его показали только один раз в 1993 году в Американском культурном центре в Дамаске.
Второй художественный фильм Маласа, Аль-Лейл («Ночь»), вышел в 1992 году. ЕГо действие разворачивается в Кунейтре в период между 1936 годом и Арабо-израильской войной 1948 года. Вместе с Ахламом аль-Мадиной он образует первую и вторую части незаконченного проекта трилогии Маласа.  Аль-Лейл получил международное признание и выиграл первый приз на кинофестивале в Карфагене 1992 года. Тем не менее, фильм также был запрещен в Сирии и был показан только в 1996 году. Малас также сотрудничал с Омаром Амиралайем в документальном фильме 1996 года «Мударрес» о сирийском художнике- пионере Фатехе Мударресе. Баб аль-Макам («Страсть»), выпущенный в 2005 году, стал третьим художественным фильмом Маласа.

## Фильмография
- Мечта о маленьком городе (1970)
- Quneitra 74 (1974)
- Память (1977)
- Мечты города (1983)
- Мечта (1987)
- Чиароскуро (1990)
- Ночь (1992)
- Мударрес (1996)
- Страсть (2005)
- Лестница в Дамаск (2013)